# Agelasta milagrosae
Agelasta milagrosae es una especie de escarabajo longicornio del género Agelasta, categorizada en la tribu Mesosini, de la subfamilia Lamiinae. Fue descrita por Hüdepohl en 1985.

## Descripción
Mide 16,8-21,2 mm de longitud.

## Distribución
Se distribuye por Filipinas.